# Monumentul scriitorului Mitrofan Oprea (Grigoriopol)
Monumentul scriitorului Mitrofan Oprea este un monument amplasat în Grigoriopol, Republica Moldova. Este un monument istoric de importanță națională inclus în Registrul monumentelor Republicii Moldova ocrotite de stat cu nr. 478 (raionul Grigoriopol).